# Ray Rottas
Raymond G. „Ray“ Rottas (* 20. Oktober 1927 in Cleveland, Ohio; † 11. Juli 2011) war ein US-amerikanischer Offizier, Fluglehrer und Politiker (Republikanische Partei).

## Werdegang
Ray Rottas wurde 1927 im Cuyahoga County geboren. Seine Jugendjahre waren von der Weltwirtschaftskrise überschattet und die Folgejahre vom Zweiten Weltkrieg. Rottas zog 1945 nach Arizona. Im Alter von 18 Jahren trat er in die Streitkräfte der Vereinigten Staaten ein. Er diente im Koreakrieg. Während seiner Dienstzeit in Korea fuhr er mit seinem Jeep in einen Granattrichter. Dabei zertrümmerte er sich vier seiner Wirbel. Als Folge davon wurde er der Reserve zugeteilt. Rottas hätte seine Militärlaufbahn fortsetzen können, aber als ein Mann, der Flugzeuge im Koreakrieg flog, interessierte er sich nicht für einen Schreibtischjob. Daher nahm er seinen Abschied. Zu diesem Zeitpunkt bekleidete er den Dienstgrad eins Colonels in der United States Air Force (USAF). Er blieb dem Fliegen weiterhin treu. In der Folgezeit war er als Fluglehrer tätig. Seinen Pilotenschein hatte er bis in die 1970er Jahre.
In den 1950er Jahren lernte er seine zukünftige Ehefrau Barbara kennen. Ein Arzt stellte sie ihm vor. Sie war damals 20 Jahre alt. Die Ehe sollte beinahe 55 Jahre lang anhalten bis zu seinem Tod. Das Paar bekam mindestens vier Kinder: zwei Töchter, Donna und Diane, und zwei Söhne, Paul und Steve.
Rottas saß von 1971 bis 1974 und von 1977 bis 1982 im Senat von Arizona. Während seiner Amtszeiten leitete und saß er in vielen Ausschüssen, einschließlich des Senate Finance Committee. Rottas half bei der Umsetzung einer Steuerreform und einer Vielzahl von Schulfinanzierungsreformen. Außerdem half er bei der Verabschiedung eines Zusatzartikels zur Staatsverfassung zwecks Ausgabenbegrenzung für die Staatsregierung. Von 1982 bis 1990 war er State Treasurer von Arizona. Während dieser Zeit modernisierte er das Büro mit Computern, was in der heutigen Zeit als selbstverständlich gilt. 1990 kandidierte er erfolglos für den Posten des Secretary of State von Arizona.
Drei Jahre vor seinem Tod wurde bei ihm Alzheimer diagnostiziert.
Rottas lebte in Paradise Valley (Arizona). Seine Beisetzung fand aber auf dem Nationalfriedhof Arlington im US-Bundesstaat Virginia statt.

## Trivia
Nach der Auffassung seines Sohnes Paul war sein Vater ein großartiger Kommunikator, der kein Zweifel daran ließ, was er wollte und es mit einem Maß an Respekt und Würde erreicht:

“When we were growing up, it was short haircuts, and it was 'yes sir, no sir, yes ma'am, no ma'am.' I learned how perceptive he was. But that, I learned later in life.”

„Als wir aufwuchsen, waren es der kurze Haarschnitte, und es war 'yes sir, no sir, yes ma'am, no ma'am.' Ich habe gelernt, wie scharfsinnig er war. Aber das habe ich später gelernt.“

Über die politische Tätigkeit seines Vaters sagte sein Sohn Paul folgendes:

„With civil service he loved the doing and not the politics. He believed in getting things done behind the scenes and it was the same way at home as well.“

„Im öffentlichen Dienst liebte er das Tun und nicht die Politik. Er glaubte daran Dinge hinter den Kulissen zu erledigen und genauso war es zu Hause.“

Die Gouverneurin Rose Mofford sagte folgendes über ihn:

“He was very patriotic. He had such a stately appearance when he visited my office.”

„Er war sehr patriotisch. Er hatte solch ein stattliches Aussehen, als er mein Büro besuchte.“